# 斯久厄湖
斯久厄湖（英語：Skua Lake），是南極洲的湖泊，位於羅斯島的埃文斯角，處於艾蘭湖西北面，由英國探險隊命名，該湖泊現時由南極條約體系管理。